# Pieter Beckers
Pieter Beckers (15 maart 1989) is een Belgische voetballer die voor KSC Grimbergen uitkomt. Hij speelt als middenvelder.

## Clubcarrière
Tijdens het seizoen 2008-2009 mocht Beckers tegen KSK Beveren zijn debuut maken in de A-Kern van OH Leuven. Hij startte in het basiselftal en won in zijn debuutwedstrijd met 1-0. Na de wedstrijd werd hij door de Leuvense supporters uitgeroepen tot man van de match. Nadat OH Leuven in 2011 kampioen werd en promoveerde naar de  eerste klasse maakte Beckers de overstap naar Racing Mechelen, waarmee hij in de derde klasse ging spelen. Na één seizoen maakte hij de overstap naar een andere derdeklasser, KSV Bornem.
Pieter tekende een contract bij tweedeklasser KSK Heist voor het seizoen 2014-2015, hier liep hij een zware knieblessure op en stond een heel jaar aan de kant. 